# Volker Hinz
Volker Hinz (19. června 1947 – 18. října 2019)) byl německý fotograf. Na začátku své kariéry se stal známý politickými reportážemi a příběhy z cest; později se stal známější portréty umělců, spisovatelů, módních návrhářů, sportovců nebo politiků.

## Život
Volker se narodil v Hamburku 19. června 1947 a velmi brzy se začal věnovat fotografii. Již jako dvacetiletý prodával své první fotografie novinám. Ve čtyřiadvaceti se stal vedoucím fotografické agentury „Sven Simon“ v Bonnu – tehdy hlavním městě Spolkové republiky Německo. V roce 1974 se stal fotografem týdeníku Stern v Hamburku. V roce 1978 se přestěhoval do Los Angeles, kde pracoval jako nezávislý fotograf dokud se znovu nestal předním fotografem časopisu Stern v New Yorku. Svými fotografiemi ilustroval mnoho příběhů a reportáží, pořídil celou řadu portrétů a stal se známým po celém světě. Celý život pracoval mimo rodné město, až do roku 1986, kdy se opět vrátil do Hamburku.
Zemřel v říjnu 2019 ve svých 72 letech.

## Kariéra
Na začátku své kariéry v 70. letech si Volker Hinz budoval svou pověst zprávami z německé politické scény. Později díky časopisu dostal příležitost fotograficky dokumentovat zajímavé příběhy, jako například o nočním životě v New Yorku, Hollywoodu, mexickém oleji, Argentině a Palm Beach, za které získal ocenění na World Press Photo, Art Director Club Germany a Lead Award.

### Fotografie
Pelé a Franz Beckenbauer ve sprše je fotografie pořízená v roce 1977 černobílou technikou. Snímek ukazuje dva fotbalové hráče Pelého a Franze Beckenbauera nahé ve sprše na stadionu Lockhart ve Fort Lauderdale (Florida) po odehrání zápasu klubu New York Cosmos ve Fort Lauderdale Strikers. V pozadí jsou další čtyři hráči týmu. Fotografie byla pořízena v srpnu 1977 po zápasu play-off Cosmos proti Fort Lauderdale. Ve Spojených státech bylo v té době běžné, že novináři a fotografové mohli vstoupit do šaten týmů deset minut po skončení hry. Hinz, který působil v časopise Stern v USA, následoval po hře Beckenbauera do sprchy. Fotografie je jednou z nejznámějších fotografií Volkera Hinze a je považována za klasickou "Sternovskou fotografii". Byla zvolena jako titulní obrázek výstavy Stars im Stern – Volker Hinz v dubnu 2012 v Hamburku.

## Přijetí
Týdeník Stern: „Po třicet let pracoval Hinz pro Stern v New Yorku. Během tří desetiletí ilustroval nespočet zpráv. Muhammad Ali, Woody Allen, Helmut Schmidt. To jen několik málo z mnoha světově proslulých osobností, které doprovázel se svým fotoaparátem. Legendární je jeho fotografie Pelého a Franze Beckenbauera... “„ Hinzovy fotografie formovaly vzhled časopisu. Zaměřením jeho práce byl vždy člověk jako motiv a lidství jako vizuální jazyk.“ (David Scherf)
Časopis Stern: „Fotograf Volker Hinz je... současný malíř. Současný malíř mezi velkými fotografy. Po celá desetiletí portrétuje fotograf Volker Hinz hvězdy, slavné a mocné tohoto světa. Nyní se postavil doprostřed. (Autor: Ulrike Posche, gratulace k jeho 60. narozeninám.“
Stern: „Fotograf Volker Hinz pracoval pro Stern téměř tři desetiletí. Jeho reportáže z celého světa, jeho obrazové příběhy a zejména jeho černobílé portréty světových osobností si získaly své výjimečné postavení a výrazně ovlivnily vzhled Sternu. Fotograf Volker Hinz představil na výstavě fotografií poprvé výběr svých děl, včetně portrétů slavných osobností“.
Diskuse umělců Volkera Hinze a Ulricha Ruetera, vydavatelství Gruner + Jahr Publishing House: „Volker Hinz téměř čtyřicet let rozhodujícím způsobem ovlivňoval vizuální podobu časopisu Stern svými portréty celebrit z celého světa. Gruner + Jahr ho poctil výstavou a nejnovějším vydáním portfolia v cyklu Stern Fotografie portfolio. „Zkušenost z fotografií je umění a řemeslo Volkera Hinze. To co ho odlišuje jsou „jemné rukavičky a oči orla“.“ (Jochen Siemens)
„Volker Hinz je jedním z nejplodnějších portrétních fotografů v německém tisku. Mezi jeho schopnosti patří přidávat nové aspekty nad rámec známých klišé, zejména k portrétům slavných – a někdy neslavných – současníků z oblasti politiky, filmu, literatury, sportu a módy. Například fotbalisté Pele a Beckenbauer ve sprše nebo Woody Allen, který si dává ruku před ústa, Kate Moss se zlatýma nohama. To nejsou jen obrázky, ale příběhy vyprávěné fotoaparátem Volkera Hinze.“

## Samostatné výstavy
- 2015: Volker Hinz – AREA REVISITED, 11. června – 28. června 2015, Oberhafen, Hamburk[9]
- 2014: Volker Hinz – Legends, 8. května – 20. června 2014, International Fotofestiwal Łódź, Polsko[10]
- 2014: Volker Hinz – 14. května – července, HSBC & Trinkaus, Hamburk
- 2012: Volker Hinz – Stolen Moments, 16. března – 16. června 2012, Galerie “No 6 – Raum für Fotografie„, Brémy[11]
- 2012: Volker Hinz – stars im stern, 5. – 26. dubna 2012, Gruner + Jahr Pressehaus, Hamburk[12]
- 2011: Volker Hinz – Triennale der Photographie – Gesichter des Kinos.Internationale Filmstars, 10. dubna – 5. června 2011, Museum Langes Tannen, Uetersen[13]
- 2008: Volker Hinz – Party, Pumps und Kleiderbügel – Fotografien aus der Modewelt, 23. dubna – 19. června 2008, Landdrostei, Pinneberg
- 2006: Volker Hinz – Fotografien 1974 – 2004. Retrospektiv, 23. dubna – 30. července 2006, Landesmuseum, Oldenburg[14]
- 2005: Volker Hinz, '24 hours 7 days, Fotografien 1974–2004. Retrospektiv, 20. dubna – 19. června 2005, Altonaer Museum, Hamburk
- 2004: Volker Hinz – Böse Bilder mit dem Biogon, 7. března – 18. dubna 2004, Palais für aktuelle Kunst, Glückstadt[15]
- 2002: Volker Hinz – Selbstporträts, 20. srpna – 20. října 2002, Altonaer Museum, Hamburk[16]
- 2002: Volker Hinz – Private Life of Muhammad Ali, 14. května – 20. června 2002[17]
- 1997: Volker Hinz – Prominenten Porträts, 1997 Altonaer Museum, Hamburk
- 1991–1992: Volker Hinz – Area, putovní výstava, Německo
- 1991: Volker Hinz – Area, 1991, Fotogalerie Bezirksamt Friedrichshain, Berlín
- 1990: Volker Hinz – Area, 1990, Fotoforum, Frankfurt
- 1990: Volker Hinz – Area, 1990, Fotoforum, Brémy
- 1990: Volker Hinz – Area, 1990, Les Rencontres, Arles, Francie
- 1982: Volker Hinz – Bilder meiner Wirklichkeit, Landesbildstelle, Berlín
- 1979: Volker Hinz – Bilder meiner Wirklichkeit, Landesbildstelle, Brémy
- 1978: Volker Hinz – Bilder meiner Wirklichkeit, Landesbildstelle, Hamburk

## Ocenění
- World Press Photo Award, 1973, Volker Hinz, 2. cena, Portréty[18]
- World Press Photo Award, 1975, Volker Hinz, 2. cena, Lidé ve zprávách[19]
- World Press Photo Award, 1976, Volker Hinz, 3. cena, News[20]
- Cena ADC Photo Award
- Lead Award

## Knihy
- In Love With Photography, by Volker Hinz and Peter-Matthias Gaede (text), Ed. Lammerhuber, Vídeň 2015, 424 stran, 371 fotografií, 1000 podepsaných a očíslovaných kopií, ISBN 978-3-903101-00-5
- AREA, ed by Jennifer and Eric Goode, New York: Ed. Abrams 2013, ISBN 978-0-810-9727-66
- Stern Fotografie, Volker Hinz, 67. nové vydání, Hamburg 2012, Gruner + Jahr, 96 stran v 67 částech, ISBN 978-3-652-00068-0
- Private life of Muhammad Ali Photography by Volker Hinz; A publication by Aplanat Galerie für Fotografie accompanying the Exhibition, Limited ed., 1. ed., Hamburg 2002, Germany: Aplanat Galerie für Fotografie, 63 stran, ISBN 3-922805-74-4
- Jagmandir: Traum als Wirklichkeit; Das exzentrische Privattheater des Maharana, von Udaipur und André Heller, esej: Jürgen Kesting, fotografie: Volker Hinz a Gabriela Brandenstein, Wídeň: Brandstätter 1991, 160 stran, ISBN 3-85447-400-8
- Area: photographs, Volker Hinz; Karl Steinorth; Thomas Buchsteiner, Schaffhausen 1990 : Ed. Stemmle, 134 stran, ISBN 3-7231-0414-2

## DVD
2013: Dokumentation – Gespräche mit Volker Hinz – Fotograf – A film by Tom Krausz (TKVisuellFilm Hamburg – německy)